# 印象·丽江
《印象·丽江》是在丽江实景演出的大型歌舞剧，由张艺谋、王潮歌、樊跃共同执导。

## 策划演出
印象·丽江于2005年开始策划并与2006年5月18日开始试演出，同年7月23李正式公演。每天中午13：30在云南丽江玉龙雪山甘海子蓝月谷剧场演出（2006.5-？）。
由于演出时间跨度大，而且演出地点与参演人数甚大，故而策划之处便有成立专门运营公司进行演出运营（丽江市印象丽江旅游文化产业有限公司）。

## 剧情
全剧分上、中、下三篇，并不同一时间同一地点演出，时间跨度非常大。

## 进度
目前（2008年10月）

## 相关连接
- 官方网站 （页面存档备份，存于）